# アルクトテリウム
アルクトテリウム（Arctotherium）は更新世に生息したクマ科の属。いわゆるショートフェイスベアと呼ばれる。中米～南米にかけて生息した。アルクトテリウム属は鮮新世にアメリカ大陸間大交差によってパナマ地峡が形成された際に北米から南米に移住した。早期の巨大な種であるA. angustidensと、より小型の現代のクマと同サイズの種がいくらかいた。開けた草原や疎林に適応していた。同じく「ショートフェースベア」と呼ばれる北米に生息したアルクトドゥス属よりもメガネグマに近縁で、両属は収斂進化的にサイズを大きくしたと考えられ、これにより、餌となる大型の動物死骸を巡る競争において、同所的に生息する他の肉食動物に対して優位に立つことができたと考えられる。

## 史上最大の陸生肉食哺乳類
ブエノスアイレスから2011年に収集されたA. angustidens の非常に大きな標本は、上腕骨からの推計では、個体の体重が983～2,042 kgであったと推定された。しかし、著者は上限があり得ないほど大きいとして、1,588～1,749 kgだった可能性が高いとしている。この個体の立ち上がった際の推定の高さは3.4～4.3mである。この個体から、A. angustidensはこれまでに発見された最大のクマであり、知られている限り最大の陸生肉食哺乳類となる。